# SCRAM
Un scram o SCRAM es el apagado de emergencia de un reactor nuclear, aunque el término se ha extendido para abarcar el apagado de instalaciones complejas, tales como conglomerados de servidores y grandes trenes eléctricos en miniatura (ver Tech Model Railroad Club). Sin embargo en la operación de plantas nucleares modernas, por lo general el término utilizado es trip del reactor.

## Mecanismos de un SCRAM nuclear
En los reactores de agua a presión (PWR) modernos, durante la operación normal las barras de control son desplazadas en sentido vertical mediante motores eléctricos contra la fuerza de su propio peso y un poderoso resorte. 
Toda interrupción o corte de la corriente eléctrica que alimenta los motores produce la liberación de las barras. La operación del reactor es protegida por un sistema electrónico que vigila ciertos parámetros vitales del reactor y que cuando determinados parámetros alcanzan sus valores límites, ordena el SCRAM liberando las barras de control rápidamente (en menos de cuatro segundos, según las pruebas periódicas que se realizan) de sus motores, lo que permite se inserten en el núcleo del reactor impulsadas por su propio peso y la fuerza del resorte. Como las barras de control se encuentran construidas generalmente de acero con boro, plata, indio, cadmio, cobalto, hafnio u otros materiales que absorben gran cantidad de neutrones, su sola inserción, detiene la reacción nuclear en forma muy rápida.
El sistema se considera casi a prueba de fallos, ya que aparte del propio peso de cada barra de control, existen motores que activan los empujadores o "pushers" de la barra hacia el fondo. De esta forma, y en caso de que se produzca un atascamiento de la barra, se fuerza al sistema a alcanzar el fin de su trayectoria, aún con el riesgo de dañar alguna estructura interna. 
Las barras de control suelen estar dimensionadas de tal forma que el conjunto de todas ellas sean capaces de proporcionar una retroalimentación negativa que mantengan la multiplicación de la reacción por debajo de 1 cuando todas ellas se encuentran introducidas. Un reactor nuclear, al comienzo, tiene una retroalimentación positiva inherente que le proporciona una multiplicación natural de 2.1 a 2.3, por lo que algunas barras de control deben introducirse al comienzo de la recarga de un reactor de este tipo para mantener la multiplicación natural de un reactor de este tipo en 1.00 en operación nominal.
En un reactor BWR, por el contrario, las barras se introducen desde abajo ya que la parte superior cumple la función de un evaporador de alta presión, función que en un reactor PWR cumplen los intercambiadores de calor denominados generadores de vapor donde la potencia térmica es transferida al circuito de refrigeración secundario donde se produce el vapor que mueve la turbina.

## En estaciones de combustible
Otro tipo de dispositivo SCRAM,es el localizado en las estaciones de servicio que surten combustibles líquidos derivados del petróleo (Gasolina o Diésel) o bien gaseosos como gas licuado del petróleo,gas natural comprimido o hidrógeno, este puede ser accionado por un botón o palanca que corta el suministro a las líneas de combustible que van a dar a los dispensadores así como también cortar de golpe la energía eléctrica que pudiese fluir y que pueda causar alguna clase de chispa o cortocircuito que alcance los vapores o gases flamables que puedan causar una conflagración mayor o bien una explosión devastadora que pueda causar daños severos o permanentes a todo bien material o ser vivo a la redonda.